# Birch Tree
Birch Tree é uma cidade localizada no estado americano de Missouri, no Condado de Shannon.

## Demografia
Segundo o censo americano de 2000, a sua população era de 634 habitantes. 
Em 2006, foi estimada uma população de 629, um decréscimo de 5 (-0.8%).

## Geografia
De acordo com o United States Census Bureau tem uma área de 
3,4 km², dos quais 3,4 km² cobertos por terra e 0,0 km² cobertos por água.

## Localidades na vizinhança
O diagrama seguinte representa as localidades num raio de 36 km ao redor de Birch Tree. 